# Lemovios

Mapa del Imperio romano y pueblos contemporáneo en Europa en 125, mostrando la ubicación de los rugios, en cuya vecindad vivían los lemovios.

Los lemovios (en latín, lemovii) fueron una tribu germánica mencionada por Tácito a finales del siglo I. Según dicho autor vivían cerca de los rugios y godos y usaban espadas cortas y escudos redondos.
La cultura de Oksywie está asociada con rugios y lemovios. Igualmente, el grupo arqueológico de Plöwen (en alemán: Plöwener Gruppe) de la región Uecker-Randow es asociado con los lemovios.
El grupo arqueológico Dębczyn podría comprender los restos de la cultura lemovia, probablemente renombrados como glommas en el Widsith. Se les describe como vecinos de los rugios durante su periodo tribal en la costa báltica (actual Pomerania) antes del periodo de las grandes migraciones. Tanto "lemovios" como "glommas" se traducen como "ladrando". Las sagas germánicas describen una batalla en la isla de Hiddensee entre el rey Hetel (también llamado Hethin o Heodin) de los glommas y rey rugio Hagen, siguiendo el rapto de Hilde, hija de Hagen, por parte de Hetel. Sin hay también otras hipótesis sobre la ubicación de los lemovios y su identificación con los glommas, aunque probable, no es unánimemente aceptada.
Los lemovios también ha sido identificados con los turcilingios de Jordanes que acompañaban a los rugios, así como con los leuonoi de Tolomeo y con los leonas del Widsith.